# Полторак, Виктория Николаевна
Виктория Николаевна Полторак (род. 18 ноября 1980, Верхнезейск, Амурская область, СССР) — российская актриса театра и кино.

## Происхождение и обучение
Виктория Полторак родилась в 1980 году в дальневосточном посёлке Верхнезейск Амурской области. В детстве Виктория активно занималась спортом, выступала в различных конкурсах и соревнованиях, посещала театральные кружки, читала со сцены стихи, ходила в тренажерный зал, училась рисовать. В 1994 году по настоянию матери поступила в Школу моделей. Со временем получила предложение работать в Москве от журнала «Бурда Моден», но решила остаться дома ради высшего образования.
В 2002 году окончила актерское отделение факультета культуры и искусства Ульяновского государственного университета.

## Творчество
В 2002—2004 годах она служила в Ульяновском областном драматическом театре. Была задействована в постановках «Мера за меру» Шекспира и «За двумя зайцами» Старицкого.
Параллельно Виктория Полторак занималась в спортивном клубе, была инструктором по фитнесу.
В 2004 году она переехала в Москву, где начала учиться в мастерской Юрия Калмыкова ГИТИСа. Во время обучения сыграла в дипломных спектаклях: Ниса — «Дурочка», Лопе де Вега; Полли и Дженни Малины — «Трехгрошовая опера», Б. Брехта.
В кино Виктория Полторак дебютировала в 2006 году — сыграла несколько небольших ролей в сериалах. Первой серьезной работой стали съемки в картине «Молодые и злые», где она сыграла одну из главных ролей — Веронику Грекову, бойца спецподразделения «Омега». Следующая картина — комедийный сериал «Тридцатилетние» также принесла популярность за роль легкомысленной красавицы Даши Иконниковой. Затем были главные роли медсестры в многосерийном фильме «Только вернись!» и стриптизерши Кати Забелиной в ситкоме «Шпильки» (сыграла во всех сезонах).
В 2017 году актриса воплотила на экране образ знаменитой мексиканской художницы Фриды Кало в биографическом сериале «Троцкий». Еще больше известности актрисе принесла в 2019 году главная роль Рады в телесериале «Цыганка».
«Лично у меня есть стержень. Если я сказала, что что-то сделаю - я сделаю! Знаю свои недостатки и свои слабые места, и стараюсь казаться лучше, чем есть. И никогда не берусь за дело, которое мне не под силу», - охарактеризовала себя Виктория Полторак.

### Роли в театре
Дипломные спектакли
- Ниса — «Дурочка», Лопе де Вега;
- Полли и Дженни-Малина — «Трехгрошовая опера» Бертольд Брехт;

Ульяновский драматический театр
- «Мера за меру», Уильям Шекспир;
- «За двумя зайцами», Михаил Старицкий.

### Роли в кино
- 2006 — Молодые и злые — Вероника Грекова, боец спецподразделения «Омега» (главная роль)
- 2006—2007 — Проклятый рай —  Гаянэ
- 2006 — Кто в доме хозяин? —  Света, домохозяйка -активистка '(в 86-й серии)
- 2007 — Тридцатилетние —  Даша Иконникова  (основная роль)
- 2007 — Морозов —  Марта
- 2008 — Трюкачи —  Алина
- 2008 — Только вернись! —  Юля Рязанцева, медсестра детской поликлиники  (главная роль)
- 2008 — Однажды в провинции —  харс
- 2008 — Братья -детективы —  Руфина
- 2009 — Я буду жить! —  Яна
- 2009 — Шпильки —  Катя Забелина, стриптизерша  (главная роль)
- 2009 — Шпильки −2 —  Катя, стриптизерша  (главная роль)
- 2009 — Тайная стража. Смертельные игры - Алена Одинцова
- 2009 — Российский дубль —  Виктория Кремнева
- 2009 — Похищение Богини —  Яна, директор гастрольной группы цирка
- 2009 — Петля —  Елена
- 2009 — Люди Шпака —  Анастасия
- 2010 — Шпильки−3  Катя, стриптизерша  (главная роль)
- 2010 — Охранник −3  Нателла
- 2010 — Сыщик Самоваров — Зоя, подруга Насти
- 2010 — Манипулятор (не был завершен) — эпизод
- 2011 — Физика или химия —  Ирина Сергеевна Некрасова, учительница  (главная роль)
- 2011 — Последнее дело Казановы —  Инга  (главная роль)
- 2011 — Папаши —  продавец в бутике
- 2011 — Дело было на Кубани —  Анжела Степура директор ресторана «Казачий круг»
- 2012 −2013 — Неравный брак —  Инна, управляющая клубом Сулеймана
- 2012 — Роза прощальных ветров —  Марина, любовница Николая
- 2012 — Продаётся кошка —  Екатерина Лукина  (главная роль)
- 2012 — Одинокий волк  —  Вера Волгина («Волга»)
- 2013 — Спецотряд «Шторм» —  Анна Рыженко («Гроза»), снайпер группы  (главная роль)
- 2013 — Курьерский особой важности — Диана Юрьевна Холодова (главная роль)
- 2014 — Частный детектив Татьяна Иванова —  Мария Павловна Кондратьева, следователь
- 2014 — Тайный город —  Тапира
- 2014 — Тайный город −2  Тапира
- 2014 — Другой майор Соколов —  старший лейтенант юстиции Елена Сухова, следователь
- 2014 — Быть собой (не был завершен)
- 2015 — Лондонград. Знай наших! —  Динара Хайрутдинова
- 2015 — Запретная любовь —  Оксана  (главная роль)
- 2016 — Товарищи мужики —  Лера, хозяйка салона красоты
- 2016 — Казаки - Тоня
- 2016 — Пятая стража
- 2016 — Отогрей мое сердце —  Вика Макеева  (главная роль)
- 2016 — Светофор —  Лера, хозяйка салона красоты
- 2017 — Последний мент —  Ирина Томашова
- 2017 — Беглец —  Наташа
- 2017 — Троцкий —  Фрида Кало
- 2017 — Опасные связи —  Елена  (главная роль)
- 2017 — Версия —  Наталья Борха, старший лейтенант  (главная роль)
- 2018 — Девочки не сдаются —  Дарья
- 2018 — Новый человек —  Кристина
- 2018 — Мы всё равно будем вместе —  Анжелика Коренева, мачеха Вани
- 2019 — Цыганка (В воскресенье утром зелье копала) — Рада (главная роль)
- 2020 — Бодибилдер — Лика, жена Макса
- 2020 — Вспышка — Рита
- 2021 — Ваша честь — Нора
- 2022 — Абсурд — Анна Николаевна, врач колонии
- 2022 — Сирийская соната — третья скрипка оркестра
- 2022 — Ловушка — Инга Сокологорская (главная роль)
- 2024 — Ректор — Нина Вениаминовна, секретарь
- 2024 — Музыка времени — Наталья, мама Сергея

## Семья
- первый муж (замужество в Ульяновске в 1999 году)
  - дочь Валерия (род. 2002)[3];
- второй муж Константин (вместе приехали в Москву из Ульяновска);
- третий муж — Максим Дрозд (род. 1968), актер — вместе жили в 2009—2014 годах;
  - дочь Софи (род. 2010);
- четвертый муж Виктор (познакомились в конце 2016 года)